# Jean Baptiste Drouet
Jean Baptiste Drouet, francoski politik, * 1763, † 1824.
Najbolj je znan po svoji vlogi pri aretaciji kralja Ludvika XVI. med francosko revolucijo.
1. 1 2  data.bnf.fr: platforma za odprte podatke — 2011.
2. 1 2  podatkovna baza Sycomore
3. ↑  SNAC — 2010.